# Sender Luxkogel
Der Sender Luxkogel (amtliche Bezeichnung: LEND 1) ist eine Sendeanlage der Österreichischen Rundfunksender GmbH (ORS) auf dem 1824 Meter hohen Berg Luxkogel auf dem Gemeindegebiet von Sankt Veit im Pongau bei Lend.

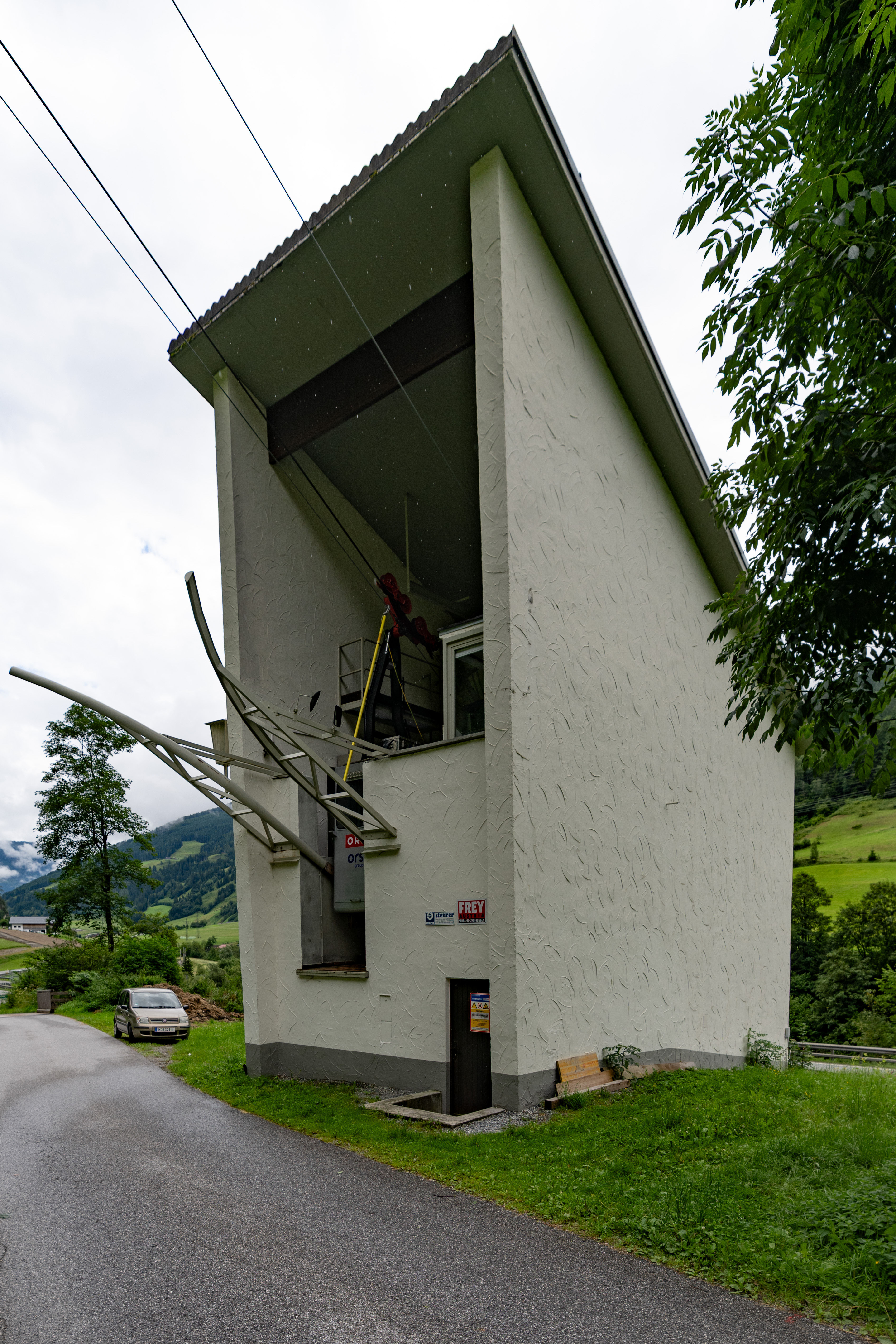
Betriebsseilbahn Luxkogel

Er liegt in topographisch sehr schwierigem Gebiet in Bezug auf die anderen Umsetzer dieser Region ziemlich günstig, so dass hier der Hörfunk- und TV-Hauptsender für das "Salzburger Innergebirg" errichtet wurde. Da der Berg sehr steil und damit schwer zugänglich ist, erfolgt die Materialversorgung und Wartung über eine eigene Seilbahn nahe Dorfgastein aus. Eine Straße auf den Berg ist nicht vorhanden.
Von hier wurde bis zum 5. Mai 2008 (seit 31. März 2008 DVB-T auf Kanal 32 mit 2,2 kW) gesendet: ORF2 auf Kanal 39 mit 2 kW, ORF1 auf Kanal 35 mit 2 kW (früher Kanal 12 mit 300 Watt, musste wegen DAB geräumt werden), ORF-Radios mit je 200 Watt.
Das Versorgungsgebiet des Senders besteht hauptsächlich aus dem Salzachpongau, dem nördlichen Gasteinertal und der Gemeinde Lend im Pinzgau. Er kann auch insbesondere in Zell am See empfangen werden.

## Frequenzen und Programme

### Analoger Hörfunk (UKW)
Vom Luxkogel werden folgende UKW Programme ausgestrahlt:
| Frequenz (MHz) | Programm       | RDS PS   | Senderlogo | RDS PI                | Regionalisierung | ERP (kW) | Antennendiagramm rund (ND)/gerichtet (D) | Polarisation horizontal (H)/vertikal (V) |
| -------------- | -------------- | -------- | ---------- | --------------------- | ---------------- | -------- | ---------------------------------------- | ---------------------------------------- |
| 89,8           | Ö1             | __OE_1__ |            | A201                  | –                | 0,2      | D (10°–70°,150°–180°, 270°–290°)         | H                                        |
| 93,9           | Radio Salzburg | *Radio_S |            | A802                  | Salzburg         | 0,2      | D (10°–70°,150°–180°, 270°–290°)         | H                                        |
| 97,7           | FM4            | __FM4___ |            | A213                  | –                | 0,2      | D (10°–70°,150°–180°, 270°–290°)         | H                                        |
| 99,7           | Hitradio Ö3    | __OE_3__ |            | A203                  | –                | 0,2      | D (10°–70°,150°–180°, 270°–290°)         | H                                        |
| 104,1          | kronehit       | kronehit |            | A3FF/ A8FF (regional) | Salzburg         | 0,14     | D (10°–70°,150°–180°, 270°–290°)         | H                                        |

Auf 106,7 MHz Antenne Salzburg werden weite Teile des Salzburger Innergebirg von anderen Sender aus im Gleichwellenbetrieb versorgt.
Digitaler Hörfunk (DAB+): Seit 11. Dezember 2019 wird der Österreichische Bundesmux I im Kanal 5B gesendet. DAB wird in vertikaler Polarisation ausgestrahlt. In diesem Block erfolgt noch kein Gleichwellenbetrieb mit dem Sender Gaisberg.

### Digitales Fernsehen (DVB-T2)
In DVB-T2 werden folgende Programme ausgestrahlt: Viele Sender werden verschlüsselt über SimpliTV vertrieben.
| Multiplex | Kanal         | Programme im Bouquet | ERP    | Polarisation | Antennendiagramm |
| --------- | ------------- | --- | ------ | ------------ | ---------------- |
| MUX A     | K32 (562 MHz) | ORF 1 HD, ORF 1*, ORF 2 Salzburg HD, ORF 2 Wien*, ORF 2 Oberösterreich HD, ORF 2 Niederösterreich HD, ORF III HD, ORF SPORT + HD HbbTV: Hitradio Ö3 Radio: FM4*, Österreich 1* | 2,5 kW | H            | D (gerichtet)    |
| MUX B     | K29 (538 MHz) | ATV HD, ServusTV HD, RTL HD, 3sat HD, RTL, HGTV, Puls 4, ATV2*, ZDFinfo HbbTV: Flimmit                                                                                         | 2,5 kW | H            | D (gerichtet)    |
| MUX D     | K47 (682 MHz) | BR Fernsehen Süd HD, Arte HD, Sat.1 Gold, Super RTL, Nickelodeon, Phoenix, n-tv, DMAX, RTLplus, NITRO, One                                                                     | 2,5 kW | H            | D (gerichtet)    |
| MUX E     | K38 (610 MHz) | Das Erste HD, ZDF HD, ZDFneo HD, kabel eins, Sixx, RTL II, KiKA, Eurosport 1, Sport1, Playboy TV                                                                               | 2,5 kW | H            | D (gerichtet)    |
| MUX F     | K42 (642 MHz) | Sat.1 HD, ProSieben HD, Puls 4 HD, VOX HD, Disney Channel, CNN, Deluxe Music, NDR Fernsehen (Niedersachsen), Puls 24 HbbTV: 4MEDIATHEK; Radio Maria*                           | 2,5 kW | H            | D (gerichtet)    |

## Ehemalige Frequenzen

### Fernsehen (PAL)
Bis zur Umstellung auf DVB-T wurden folgende Programme in analogem PAL gesendet:
| Kanal | Frequenz (MHz) | Programm       | ERP (kW) | Sendediagramm rund (ND)/ gerichtet (D) | Polarisation horizontal (H)/ vertikal (V) |
| ----- | -------------- | -------------- | -------- | -------------------------------------- | ----------------------------------------- |
| 12    | 217,25         | ORF 1          | 0,3      | D                                      | H                                         |
| 39    | 618,25         | ORF 2 Salzburg | 2        | D                                      | H                                         |